# Shelar
Shelar è una suddivisione dell'India, classificata come census town, di 10.615 abitanti, situata nel distretto di Thane, nello stato federato del Maharashtra. In base al numero di abitanti la città rientra nella classe IV (da 10.000 a 19.999 persone).

## Geografia fisica
La città è situata a 19° 19' 33 N e 73° 03' 46 E.

## Società

### Evoluzione demografica
Al censimento del 2001 la popolazione di Shelar assommava a 10.615 persone, delle quali 6.611 maschi e 4.004 femmine. I bambini di età inferiore o uguale ai sei anni assommavano a 1.721, dei quali 873 maschi e 848 femmine. Infine, coloro che erano in grado di saper almeno leggere e scrivere erano 6.816, dei quali 4.850 maschi e 1.966 femmine.